# Laughter
Laughter è un film del 1930 diretto da Harry d'Abbadie d'Arrast.